# ヒルデ・ブルック
ヒルデ・ブルッフ（Hilde Bruch, 1904年3月11日 – 1984年12月15日）は、ドイツ生まれのアメリカ合衆国の医学者、精神科医、精神分析家、コロンビア大学臨床学教授、ベイラー医科大学精神科教授。摂食障害と肥満の研究者として知られる。「ヒルデ・ブルック」とも呼ばれるが、「ブルック」は「Bruch」の英語読みである。
1973年、彼女は画期的研究成果である『Eating Disorders: Obesity, Anorexia Nervosa, and the Person Within』（邦題：『摂食障害—肥満、拒食症、その中にいる人』）を出版した。本書は数十年間に亘る神経性食欲不振症（拒食症）および摂食障害の観察と治療の記録である。
1978年には、一般読者を対象として摂食障害の要旨を記した『The Golden Cage: the Enigma of Anorexia Nervosa,』（邦題：『思春期やせ症の謎—ゴールデンケージ』）を出版した。
他に『 Don't Be Afraid of Your Child』（邦題：『あなたの子どもをこわがるな』）、『The Importance of Overweight』（『過体重の重要性』, 日本語訳は無し）、『Learning Psychotherapy: Rationale and Ground Rules』（邦題：『心理療法を学ぶ』）がある。
最後の著書となった『Conversations with Anorexics』（『やせ症との対話』）は、彼女の死後（1988年）に出版された。

## 生い立ちと教育
1904年、オランダとの国境にほど近いライン川下流にあるドイツ・デュルケン（Dülken）の小さな町にて、父ヒルシュ・ブルッフ(Hirsch Bruch)と、母アデーレ・ラーツ(Adele Rath)の間に生まれた。ヒルデは7人兄弟の3番目の子供であり、他に4人の兄弟と2人の姉妹がいる。両親はいずれもユダヤ人であった。幼い頃のヒルデは数学者になりたいと考えていた。ヒルデは叔父から、女性が一人で生きていくことの困難さを教わり、医学を学ぶことへの勧めを受けて、フライブルク大学で医学を学び、1929年に医学博士課程を修了した。

## 小児科医として
卒業後、ブルッフはキール大学で生理学の研究の訓練を受け、その後ライプツィヒ大学で2年間、小児科医としての専門的訓練を受けた。1932年、デュッセルドルフにほど近いラーティンゲンの私立小児科病院へと移って勤務した。しかし、当時台頭してきたナチスの影響により、ドイツ国内に住むユダヤ人たちの政治的状況は悪化の一途を辿っていた。1933年4月には、医療と法曹界における「ユダヤ人の活動」を厳しく制限する法律が制定された。この年の6月、ブルッフはイギリスへ逃れるよう説得された。ブルッフはロンドンに1年間滞在し、イーストエンドにある貧しいユダヤ人の集落にあった助産院で働いた。
1934年9月、ブルッフはアメリカ合衆国・ニューヨーク市に移住し、同地にある小児病院で働いた。1937年、ジョザイア・メイシー・ジュニア財団(Josiah Macy, Jr. Foundation)の特別研究員となる資格を得たブルッフは、小児肥満についての研究を始めた。それまで器質的な下垂体の機能不全と考えられていた特異な児童肥満と性腺未発達を示すフレーリッヒ症候群について、ブルッフは家族関係と心理学的要因に関する論文を発表した。これは精神障害や生理的障害と家族の関係を指摘した初期の重要な研究の一つとなり、ブルッフによる摂食障害への本格的な研究の始まりでもあった。1940年には、アメリカでの市民権を取得した。

## 精神分析学者として
1941年から1943年にかけて、メリーランド州ボルティモアにあるジョンズ・ホプキンス大学(The Johns Hopkins University)で精神医学を学び、精神分析についての訓練を受けた。フリーダ・フロム＝ライヒマン(Frieda Fromm-Reichmann)、ハリー・スタック・サリヴァン(Harry Stack Sullivan)、セオドア・リッツ(Theodore Lidz)、ローレンス・S・クビー(Lawrence S. Kubie)といった著名な精神科医に師事した。1943年にニューヨークに戻ったブルッフは、精神分析の実践を開始し、コロンビア大学で教鞭をとり、同大学の内科医および外科医と提携するようになり、同大学に併設されているニューヨーク州立精神医学研究所において20年間精神分析を教えた。1954年には臨床准教授に、1959年には臨床教授に任命された。ブルッフは摂食障害に悩む子供たちの家族背景を研究するにあたり、両親を責めるのではなく、その背景について理解しようと努めた。
1964年、ブルッフはテキサス州ヒューストンにある私立の医科大学、ベイラー医科大学(Baylor College of Medicine)にて、精神医学の教授となった。ブルッフは残りの人生をヒューストンで過ごすことになる。ブルッフはニューヨークを出発する前にロールスロイスを購入したが、これについてブルッフは「キャデラックを乗り回すテキサス人に媚び諂うつもりは無い」と発言している。

## 精神分析
ブルッフはそれまでの遺伝的・生理的な見方に固執せず、情緒的・家族的要因が疾患の形成に大きく作用していることに早くから気が付いていた一人であった。ブルッフは当時の精神医学界における指導的立場にあったアドルフ・マイヤー(Adolf Meyer)による指導を受けている。ジョンズ・ホプキンス大学には児童精神医学者のレオ・カナー(Leo Kanner)も所属しており、児童の研究を共同で行った。アドルフ・マイヤーを含め、彼らは統合失調症患者の分析を真剣に行う数少ない人物であり、患者の分析経験に基づいて、ブルッフは神経症患者からは得られない、人間の根源的部分に関わる深い洞察を得ることとなった。また、この経験から難しい患者を治療するために求められる並外れた忍耐力も培われた。
以前は稀だった拒食症の増加に伴う医療現場の困惑とは裏腹に、ブルッフは長年の経験から患者のパーソナリティと発達上の問題を深く理解している数少ない治療者であった。治療関係を築き、意味ある作業を行うことができる人物として知られるようになり、数多くの発表を含め、ほどなくしてこの領域の権威者として世界中から患者が訪れるようになった。

### 人格の病理
『やせ症との対話』(1988) は、病を押してブルッフがテープに吹き込みで残したもので、ブルッフの最後の著書となった。体力の限界をおして本書を遺したのは、当時増加していた行動療法や家族療法だけで患者を治療する傾向に対して警鐘を鳴らす意図があったとされる。そのような手段で得られた治癒は、患者が苦しんでいる深い情緒的問題をほとんど取り上げないため、治療を終えても苦しみ続ける患者がいることをブルッフは数多く観察していた。ブルックは本書において、患者へのさりげない語りかけの言葉の中で、摂食障害の本質について極めて重要な以下の指摘をしている。
拒食症患者は底知れぬ自尊心の欠如を抱えており、両親の極めて侵入的な世話を長年にわたって受け続けている。患者のほとんどは、両親を喜ばせることと両親の期待に応えることを命題として生きてきた人々であり、その体験の蓄積からくる葛藤が症状となって患者を支配し、食事制限を行うようになる。ブルッフは、こうした人格的な問題を注意深く取り上げ続ける必要性を伝えている。

### 摂食障害の研究
極端な痩せ症に関する報告は古くからなされてきた。1689年、ロンドンの開業医、リチャード・モートン(Richard Morton)は、「神経性消耗病」と名付けた痩せ症少女について報告した。1873年、同じくロンドンの内科医、ウィリアム・ガル(William Gull)は、痩せ症を「神経性無食欲症と名付けて報告した。同年、パリ大学教授のシャルル・ラセーグ(Charles Lasègue)は、「ヒステリー性無食欲症」と名付けた痩せ症患者の精緻な症状を記載している。1914年のドイツのシモンズからの報告で、神経性無食欲症は下垂体の障害に由来するという器質説が広まったが、1939年にイギリスのシーハンによる広範な解剖の報告で否定された。そうした器質論的な研究を経て、心理学的研究が開始されるのは1940年代のブルッフによる発表まで待たなければならなかった。摂食障害の心理学的研究と治療に本格的に取り組んだのはブルッフがはじまりであり、摂食障害の医学史は彼女からはじまったといわれる。
小児肥満の研究から摂食障害の心理学的治療へと至ったブルッフの研究は、内科学と精神医学に多大な影響を与えた。ブルッフの業績に対しては数多くの賞が贈られており、アメリカ医師会のジョセフ・B・ゴールドバーガー賞を精神科医としてはじめて受賞した。母校のフライブルク大学からは、非常に稀なゴールデン・ドクター（M.D.）の特別学位を贈られている。摂食障害の病理を見つめ、専門家だけでなく一般にも広くその知識を伝え続けてきたブルッフの著書は色褪せることなく、今なお読み継がれている。

### 空腹についての見解
ヒトが空腹を覚えたときの心理学的経験について、ブルッフは『Eating Disorders: Obesity, Anorexia Nervosa, and the Person Within』にて、「先天的なものではなく、学習における重要な要素を含むもの」だという"。ブルッフによれば「この学習は、『幼児と母親の間における相互作用』であり、空腹感の乱れの認識は「子供たちが本当に求めているものや、自己表現における別の形態を示唆する合図となるものに対する適切かつ確認的な反応の欠如ないし不足の結果として生ずる」という。
また、子供が取り乱したり、何らかの罰として食べ物を取り上げられたりするたびに食べ物を与えることでなだめようとすると、「子供は本当に必要なものとそうでないものとの区別が付かなくなり、その生物学的衝動と感情的衝動を制御する際に無力感を覚えることになる」という。

## 受賞歴
- 1978年 - ベイラー医科大学学長賞（臨床業務における価値ある貢献）
- 1978年 - ウィリアム・A・ショーンフェルド賞（精神医学への貢献：アメリカ青年精神医学会）
- 1978年 - ゴールデン・ドクター（医学部特別学位：フライブルク大学）
- 1979年 - マウント・エアリー・ゴールドメダル賞（精神医学における卓越性と優秀性）
- 1980年 - ノーラン・D・C・ルイス賞（精神医学への貢献）
- 1981年 - アメリカ精神医学会設立者賞
- 1981年 - アグネス・パーセル・マクギャヴィン賞（アメリカ精神医学会）
- 1981年 - ジョセフ・B・ゴールドバーガー賞（臨床栄養：アメリカ医師会）

## 著書
日本語訳
- ヒルデ・ブルッフ、富田展子訳『あなたの子どもをこわがるな-途方にくれる親たちへ』日本評論新社、1955年。、Don't Be Afraid of Your Child
- ヒルデ・ブルック、鑪幹八郎、一丸藤太郎訳『心理療法を学ぶ—インテンシブ・サイコセラピーの基本原則』誠信書房、1978年（原著1974年）。ISBN 9784414402278。、Learning Psychotherapy
- ヒルデ・ブルック、岡部祥平、溝口純二訳『思春期やせ症の謎—ゴールデンケージ』星和書店、1979年（原著1978年）。ISBN 9784791100354。、The golden cage
- ヒルデ・ブルック、ダニタ・クウゼウスキー、メラニー・シュー編集、岡部祥平、溝口純二訳『やせ症との対話—ブルック博士、思春期やせ症患者と語る』星和書店、1993年（原著1988年）。ISBN 9784791102501。、Conversations with anorexics.

## 関連人物
- アドルフ・マイヤー
- レオ・カナー
- フリーダ・フロム＝ライヒマン
- ハリー・スタック・サリヴァン
- セオドア・リッツ